# Verdets (politica)
I verdets erano monarchici estremisti, organizzatisi in società segrete nel sud della Francia dopo il colpo di Stato del 9 termidoro, attivi durante il Terrore bianco. Erano l'equivalente politico dei Muscadins a Parigi e degli chouan in Vandea.
Furono così chiamati successivamente alla restaurazione dei Borbone, per il fatto che portavano al braccio un nastro con i colori del conte d'Artois. Nel 1815, nelle zone di Tolosa, Marsiglia e Avignone, commisero diversi assassini di bonapartisti, come il maresciallo Brune, ma anche di monarchici moderati, come il generale Ramel, che si era opposto alle violenze.